# Liste der Bischöfe von Stockport
Die Liste der Bischöfe von Stockport stellt die bischöflichen Titelträger der Church of England, der Diözese von Chester, in der Province of York dar. Der Titel wurde nach der Großstadt Stockport benannt.
| Liste der Bischöfe von Stockport | Liste der Bischöfe von Stockport | Liste der Bischöfe von Stockport | Liste der Bischöfe von Stockport               |
| Von                              | Bis                              | Name                             | Anmerkungen                                    |
| -------------------------------- | -------------------------------- | -------------------------------- | ---------------------------------------------- |
| 1949                             | 1950                             | Frank Okell                      |                                                |
| 1951                             | 1965                             | David Saunders-Davies            |                                                |
| 1965                             | 1984                             | Gordon Strutt                    |                                                |
| 1984                             | 1994                             | Frank Sargeant                   |                                                |
| 1994                             | 2000                             | Geoffrey Turner                  |                                                |
| 2000                             | 2007                             | Nigel Stock                      | danach Bischof von St. Edmundsbury und Ipswich |
| 2008                             | 2014                             | Robert Atwell                    | danach Bischof von Exeter                      |
| 2015                             | 2019                             | Libby Lane                       | danach Bischöfin von Derby                     |
| 2021                             | Gegenwart                        | Sam Corley                       |                                                |